# خدنگ گلگون
خدنگ گلگون (نام علمی: Herpestes smithii) نام یک گونه از تیره خدنگ است.